# 远孔牛蛭
远孔牛蛭（学名：Poecilobdella similis）为医蛭科牛蛭属的动物。分布于缅甸以及中国大陆的云南等地，主要生活于海拔1000米以上高山的山洼、池潭、溪流等积水里。其生存的海拔下限为1000米。该物种的模式产地在云南。